# Зубово (Гулинский сельсовет)
Зубово — деревня в Белозерском районе Вологодской области.
Входит в состав Гулинского сельского поселения, с точки зрения административно-территориального деления — в Гулинский сельсовет.
Расположена на берегу Кумозера. Расстояние по автодороге до районного центра Белозерска составляет 32 км, до центра муниципального образования деревни Никоновская — 4 км. Ближайшие населённые пункты — Агеево, Ершово, Семеино.
Население по данным переписи 2002 года — 7 человек.